# Cangallo (provincie)
| Cangallo                                                 | Cangallo                          |
| -------------------------------------------------------- | --------------------------------- |
| Harta localizării provinciei în cadrul regiunii Ayacucho |                                   |
| Informații generale                                      |                                   |
| Nume nativ                                               | Provincia de Cangallo             |
| Țară                                                     | Peru                              |
| Regiune                                                  | Ayacucho                          |
| Primar                                                   | Alfredo Gómez Alarcón (2011-2014) |
| - Capitală                                               | Cangallo                          |
| - Suprafață totală                                       | 1916,17 km2                       |
| - Districte                                              | 6                                 |
| Populație                                                |                                   |
| An recensământ                                           | 2007                              |
| - Totală                                                 | 34 902                            |
| - Densitate                                              | 18,21/km2                         |
| Fus orar                                                 | UTC-5                             |
| Sit web                                                  | http://www.municangallo.gob.pe/   |
| UBIGEO                                                   | 0502                              |
| Modifică text                                            |                                   |

Cangallo este una dintre cele unsprezece provincii din regiunea Ayacucho din Peru. Capitala este orașul omonim Cangallo. Se învecinează cu provinciile Huamanga, Vilcas Huamán și cu Víctor Fajardo și cu regiunea Huancavelica.

## Istoric
Provincia a fost fondată prin decret în timpul mandatului Eliberatorului Simón Bolívar pe data de 21 iunie anul 1825.

## Diviziune teritorială
Provincia este divizată în 6 districte (spaniolă: distritos, singular: distrito):
- Cangallo (Cangallo)
- Chuschi (Chuschi)
- Los Morochucos (Pampa Cangallo)
- María Parado de Bellido (Pomabamba)
- Paras (Paras)
- Totos (Totos)

## Grupuri etnice
Provincia este locuită de către urmași ai populațiilor quechua. Quechua este limba care a fost învățată de către majoritatea populației (procent de 90,14%) în copilărie, iar  9,62% dintre locuitori au vorbit pentru prima dată quechua. (Recensământul peruan din 2007)